# Curie
Curie (symbol Ci) je starší, avšak doposud používaná, jednotka radioaktivity. Je pojmenovaná po francouzských průkopnících výzkumu radioaktivity, Pierru a Marii Curieových.
Jednotka je definována vztahem:
{\displaystyle 1{\mbox{ Ci}}=3,7\times 10^{10}\,{\mbox{Bq}}}.
tj. jeden curie je aktivita zářiče, kdy dochází ke 37 miliardám rozpadů za sekundu. To odpovídá přibližně aktivitě 1 gramu izotopu radia 226Ra. V soustavě SI je nahrazena odvozenou jednotkou becquerel.